# Zidrou
Zidrou, pseudonimo di Benoît Drousie (Anderlecht, 12 aprile 1962), è un fumettista belga.

## Biografia
Nato in Belgio, sceneggiatore di fumetti, nel 2013 ha pubblicato per l'editore Dargaud Pendant que le roi de Prusse faisait la guerre qui donc lui reprisait ses chaussettes? disegnato e colorato da Roger.

## Opere

### Fumetti
In Italia sono stati pubblicati:
- Mentre il re di Prussia faceva la guerra, chi gli rammendava i calzini? (Pendant que le roi de Prusse faisait la guerre, qui lui reprisait ses chaussettes?, disegni di Roger, Panini Comics, 2015) ISBN 9788891210647
- La compagnia Folies Bergère (disegni e colori di Francis Porcel, Les Folies Bergère, Panini Comics)
- Lydie (Lydie, disegni e colori di Jordi Lafebre, Comma 22, 2012) ISBN 9788865030493
- proTECTO (proTECTO, disegni di Matteo Alemanno, colori di Scarlett Nona arte, 2011) ISBN 9788897062226
- Un'estate fa (disegni di Jordi Lafebre, colori di Jordi Lafebre e Mado Pena, BAO Publishing, 2019) ISBN 9788832732894
- Marina (Marina trilogia disegnata da Matteo)
  - Vol. 1 I figli del Doge (Les enfants du Doge, 2013, Panini Comics, 2016) ISBN 9788891218940
  - Vol. 2 La profezia di Dante Alighieri (La prophétie de Dante Alighieri, Panini Comics, 2016) ISBN 9788891222534
  - Vol. 3 Razzie (Razzias!, Panini Comics, 2017) ISBN 9788891226082

## Riconoscimenti
- Fumetto dell'anno al Lucca Comics & Games Awards 2020 per Un'estate fa